# Дільнична сільська рада
Дільни́чна сільська́ ра́да — колишній орган місцевого самоврядування в Новоодеському районі Миколаївської області. Адміністративний центр — селище Дільниче.

## Загальні відомості
- Дільнична сільська рада утворена 21 жовтня 1985 року.
- Населення ради: 771 особа (станом на 2001 рік)

## Населені пункти
Сільській раді були підпорядковані населені пункти:
- с-ще Дільниче
- с. Гребеники

## Склад ради
Рада складалася з 14 депутатів та голови.
- Голова ради: Прокоф Єва Олена Миколаївна
- Секретар ради: Пернатій Тетяна Олексіївна

### Керівний склад попередніх скликань
| Прізвище, ім'я, по батькові | Основні відомості                                                               | Дата обрання | Дата звільнення |
| --------------------------- | ------------------------------------------------------------------------------- | ------------ | --------------- |
| Прокоф'єва Олена Миколаївна | Сільський голова, 1967 року народження, позапартійна                            | 26.03.2006   | 31.10.2010      |
| Прокоф Єва Олена Миколаївна | Сільський голова, 1967 року народження, освіта середня спеціальна, позапартійна | 31.10.2010   |                 |

Примітка: таблиця складена за даними сайту Верховної Ради України

## Населення
Згідно з переписом УРСР 1989 року чисельність наявного населення сільської ради становила 1022 особи, з яких 641 чоловік та 381 жінка.
За переписом населення України 2001 року в сільській раді мешкали 762 особи.

### Мова
Розподіл населення за рідною мовою за даними перепису 2001 року:
| Мова       | Відсоток |
| ---------- | -------- |
| українська | 95,85 %  |
| російська  | 3,11 %   |
| молдовська | 0,65 %   |
| білоруська | 0,13 %   |
| вірменська | 0,13 %   |